# Pseudohydromys musseri
Pseudohydromys musseri es una especie de roedor de la familia Muridae.

## Distribución geográfica
Se encuentra sólo en Papúa Nueva Guinea. 

## Hábitat
Su hábitat natural son: zonas subtropicales o tropicales húmedas, montañas